# 呂榮淳
呂榮淳（Vincent Lui）前香港有線電視新聞報道員/主播，現為香港機場管理局傳媒關係經理。
呂榮淳中學時期就讀拔萃男書院，於香港中文大學崇基學院畢業。主修計算機科學，副修新聞及傳理學。於香港中文大學就讀期間，曾擔任香港中文大學學生會計算機科學系會的福利幹事，畢業後於有線新聞任職。
2007年8月，呂榮淳報道凌晨一點的新聞時流鼻血。他說以前曾撞傷鼻子，特別容易流鼻血，事件令他知名度上升。
呂榮淳曾主持財經資訊台的直播節目有理取鬧，讓觀眾投訴社區上的不同類型的問題。他於2008年尾離任，到英國雪菲爾(Sheffield)升學，攻讀碩士課程，主修政治傳播(Political Communications)。現時在香港機場管理局擔任企業及傳訊部副經理一職，已婚並於2017年10月榮升父親及育有一女。

## 外部連結
- 鎂光燈後（页面存档备份，存于）